# The King of Fighters: Another Day
『The King of Fighters: Another Day』（ザ・キング・オブ・ファイターズ アナザーデイ）は、2005年に公開された日本のアニメーション。地上波での放送はなく、WEBでの配信及びCSでの放送となる。製作はProduction I.G。全4話。

## 概要
SNKプレイモア（当時、のちSNK）の対戦型格闘ゲームシリーズ『ザ・キング・オブ・ファイターズ』を原作とするアニメ作品。劇中のキャラクター設定は、同シリーズの『KOF MAXIMUM IMPACT』と『ザ・キング・オブ・ファイターズXI』の両タイトルからの続きとなっており、更に『MAXIMUM IMPACT 2』へと続く話となっているが、「実際は『MI』の世界観に本シリーズのキャラクターがゲスト出演した形のパラレルストーリーである」とFALCOONにより明かされている。実際、八神庵が炎を出せなくなっている（『XI』の事件で炎を操る力を奪われた）事を匂わせる描写があるため、『MAXIMUM IMPACT 2』では八神庵が通常通り炎を操っている事と矛盾しており、『MAXIMUM IMPACT 2』とは正式に繋がっていない事がはっきりしている。
本作のDVDはPlayStation 2用ソフト『KOF MAXIMUM IMPACT 2』の初回限定版に付属しており、それ以外の形ではセールスされていない。2005年4月 - 9月までGyaOで配信された。『MI2』発売のプロモーションも兼ね2006年3月にアニマックス、4月にキッズステーションでも放送された。

## 登場人物
第1話
- ソワレ・メイラ - 服巻浩司
- アルバ・メイラ - 佐藤佑暉
- 麻宮アテナ - 池澤春菜
- 不知火舞 - 曽木亜古弥
- 八神庵 - 安井邦彦
- 女の子 - 仲西環
- マネージャー 仁科洋平
- 部下A - 太田哲治
- 部下B - 羽多野渉

第2話
- ロック・ハワード - 竹本英史
- テリー・ボガード - 橋本さとし
- リアン・ネヴィル - 井上富美子
- ビリー・カーン - せいじろう

第3話
- K' - 松田佑貴
- マキシマ - 小西克幸
- ラルフ・ジョーンズ - モンスター前塚
- クラーク・スティル - 島よしのり
- ハイデルン
- レオナ・ハイデルン
- ウィップ
- クーラ・ダイアモンド
- オペレーター - 羽多野渉
- 傭兵 - 太田哲治

第4話
- 草薙京 - 野中政宏
- アルバ・メイラ - 佐藤佑暉
- ソワレ・メイラ - 服巻浩司
- 八神庵 - 安井邦彦
- アッシュ・クリムゾン - 長代聡之介
- ラルフ・ジョーンズ - モンスター前塚
- クラーク・スティル - 島よしのり
- レオナ・ハイデルン
- エリザベート・ブラントルシュ
- ルイーゼ・マイリンク - 辻裕子
- リポーター - 太田哲治
- カメラマン - 仁科洋平
- 兵士 - 羽多野渉

## スタッフ
- 原作 - SNK PLAYMORE
- 企画 - soimen
- 制作協力 - コモンズ、ピラミッドフィルム
- 監督 - 橘正紀
- 脚本 - 浅沼文生
- 脚本監修 - 嬉野秋彦
- キャラクターデザイン - 下村一
- オリジナルキャラクターデザイン - FALCOON
- 美術設定 - 田村せいき
- 美術監督 - 竹田悠介
- 撮影監督 - 田中宏侍
- 3D監督 - 遠藤誠
- 色彩設定 - 片山由美子
- 特殊効果 - 村上正博
- 音楽 - 嘉生大樹
- ボーカル - ch
- 音響監督 - 若林和弘
- 効果 - 倉橋靜男
- 制作 - Production I.G

## 主題歌
- Dakota Star「Regret」

## サブタイトル
- 第1話 all out
- 第2話 accede
- 第3話 in the dark
- 第4話 all over